# Fool (Roman)
Fool (deutsch: Narr, Dummkopf) ist der elfte Roman des US-amerikanischen Autors Christopher Moore, der 2009 erschien. Thema des Buches sind die an die Handlung von Shakespeares König Lear angelehnten, jedoch keineswegs mit ihr identischen Geschehnisse – beschrieben aus der Sicht von Lears Hofnarr, der bei Moore den Namen Pocket trägt.

## Handlung
Pocket ist Hofnarr bei König Lear von Britannien. Um die Hochzeit der von ihm vergötterten Prinzessin Cordelia zu verhindern, intrigiert Pocket zusammen mit Edmund von Gloucester. Pocket verspricht dem illegitimen Edmund im Gegenzug Hilfe bei dessen Bemühen, seinen legitimen Halbbruder Edgar um sein Land zu bringen. Edmund leitet den auch bei Shakespeare vorkommenden Wettstreit der drei Töchter bei der Beschreibung ihrer Liebe zum Vater in die Wege, bei dem Cordelia sich als einzige weigert dem Vater zu schmeicheln. Lear enterbt sie daraufhin und teilt das Land und seine Macht an die beiden älteren Töchter Goneril und Regan auf. Der Prinz von Frankreich heiratet Cordelia jedoch auch ohne Mitgift und vereitelt so Pockets Plan.
Pocket – zornig über Lears Verhalten gegenüber Cordelia und beraten von einem Geist, welcher sich später als seine verstorbene Jugendliebe und gleichzeitig als ehemalige Königin und als Mutter Cordelias herausstellt – beginnt seine Rache an Lear zu planen: Er überzeugt Goneril und anschließend auch Regan davon, Lear seiner verbleibenden Privilegien (namentlich seiner zu verköstigenden Gefolgsleute) zu berauben und versucht gleichzeitig, die beiden Schwestern in den Krieg mit der jeweils anderen zu treiben. Obdachlos und nur noch von Pocket begleitet, erkennt Lear schließlich die Fehleinschätzung seiner Töchter und verfällt zeitweilig dem Wahnsinn. Um den Zwist zwischen Goneril und Regan zu schüren, macht er jede von ihnen glauben, Edmund sei in sie verliebt. Es kommt dennoch nicht zum Bürgerkrieg, denn Cordelia marschiert mit ihrer Armee aus Frankreich ein. Bevor Pocket und Lear sich auf ihre Seite schlagen können, werden sie von Edmund gefangen gesetzt und in den Kerker geworfen.
Unter dem Eindruck von Cordelias Angriff verbünden sich die rivalisierenden älteren Geschwister zunächst, doch Pockets Intrige hat schließlich Erfolg: Aus Eifersucht vergiften sie sich gegenseitig mit einem Gift, welches Pocket selbst ihnen geliefert hat. Edmund wird bei dem Versuch, Lear und Pocket im Gefängnis zu töten, seinerseits von Pocket umgebracht. Der Geist erscheint und enthüllt seine Identität, der entsetzte Lear stirbt kurz darauf. Cordelia nimmt die Burg ein und wird Königin von Britannien. Die inzwischen ledige Cordelia – der französische Prinz hat sich als homosexuell erwiesen und lebt inzwischen mit dem Herzog von Burgund zusammen – heiratet Pocket, welcher auf diese Weise König von Britannien und einiger anderer Länder wird.

## Publikationen
Der Roman kam unter dem Titel Fool 2009 in den USA bei William Morrow heraus und wurde unter demselben Titel von Jörn Ingwersen übersetzt bei Goldman in Deutschland publiziert. In den USA erreichte er den vierten Platz auf der Bestsellerliste der New York Times.